# Monomma distinctipenne
Monomma distinctipenne es una especie de coleóptero de la familia Monommatidae.

## Distribución geográfica
Habita en la India.